# Louis Diebel
Louis Diebel (ur. ok. 1828) – pierwszy burmistrz Katowic.
Nie posiadamy obecnie zbyt wielu danych na temat Diebla – nieznana jest data jego urodzenia i śmierci. Wiadomo jedynie, że w drugiej połowie XIX wieku przeniesiono go karnie z Krapkowic, gdzie pełnił nieznaną bliżej funkcję w administracji, do Pszczyny. Powodem zsyłki były bliżej nieokreślone malwersacje. W sierpniu 1865 został burmistrzem Pszczyny.
Po uzyskaniu przez Katowice praw miejskich w 1865 r. i mających miejsce rok później wyborach do rady miejskiej Diebel został pierwszym katowickim burmistrzem. Urząd sprawował do 1870, kiedy to uciekł do USA, kradnąc z miejskiej kasy 15 tys. talarów, doprowadzając miejski budżet prawie do katastrofy. Mimo że Diebla wkrótce schwytano w Baltimore, zdążył już wydać jedną trzecią skradzionej sumy. Szybkość z jaką go ujęto zdaniem śląskich historyków wskazuje na to, że w poszukiwaniu burmistrza złodzieja mogli aktywnie uczestniczyć masoni z katowickiej loży Johannis-Loge zum Licht im Osten zu Kattowitz, którzy za pośrednictwem współbraci namierzyli Diebla za Atlantykiem.
Wyrok (nie wiadomo jak wysoki) Diebel odsiadywał w katowickim zakładzie karnym przy dzisiejszej ulicy Mikołowskiej. Paradoksalnie w 1870, jeszcze jako burmistrz oprowadzał podczas wizyty króla Prus i późniejszego cesarza Niemiec Wilhelma I domagając się, by w Katowicach ulokować areszt i sąd, w którym rozpatrywanoby sprawy karne, na co Hohenzollern przystał. Jednak, gdy Diebla ściągnięto do Katowic, nie było w mieście odpowiedniej placówki do przetrzymywania więźniów, więc byłego burmistrza trzymano w chlewiku. Afera z jego udziałem przyspieszyła budowę katowickiego sądu i więzienia.
Następcą Diebla na urzędzie został Oswald Kerner.